# 马塞洛·萨拉耶塔
马塞洛·丹比奥·萨拉耶塔（西班牙語：Marcelo Danubio Zalayeta，1978年5月12日—），烏拉圭國家足球隊的前锋。2016年退役。香港球迷給他暱稱為「椰撻」（一種食物）。

## 生涯
薩拉耶達的中間名字「丹比奥」（Danubio）是源於一支烏拉圭的足球隊達奴比奧（Danubio FC），這支球會是薩拉耶達父母最愛的足球隊。17歲的薩拉耶達後來代表丹比奥出賽。1997年馬來西亞世青盃後，薩拉耶達被祖雲達斯簽入，同時也展開了他如「人球」一般的足球生涯。在「老婦人」隊中的首年毫無作為，被外借到當時的意甲球隊安玻里一季、次季成為西甲西維爾的前鋒球員。一年後又被外借到意甲的佩魯賈。
2004年至2005年的球季，薩拉耶達終於返回祖雲達斯，可是上陣次數不多。雖然如此，但他總在重要時刻攻入重要的入球。如他曾在2005年的歐冠盃16強次回合時的一記入球使祖雲達斯晉身八強行列之中。